# Hendrik Bergman
Hendrik Bergman (Winschoten, 26 juni 1891 – Gouda, 30 augustus 1968) was een Nederlandse burgemeester. Bergman was lid van de Anti-Revolutionaire Partij (ARP).

## Leven en werk
Bergman werd in 1891 in Winschoten geboren als zoon van de zadelmaker Johannes Bergman en Anna Elizabeth Bruins. In 1924 werd hij benoemd tot burgemeester van de toenmalige gemeente Gouderak. Bergman vervulde deze functie ruim dertig jaar. Hem werd per 1 juli 1956 op zijn verzoek eervol ontslag verleend als burgemeester van Gouderak.
Zijn burgemeesterschap verliep niet zonder problemen. Voor de Tweede Wereldoorlog was er regelmatig sprake van een gespannen verhouding binnen het collega van wethouders. Zo werd hem verweten dat hij weigerde om binnen zijn gemeente te wonen. Hij woonde in de naburige gemeente Gouda.
Na de Tweede Wereldoorlog was Bergman voorstander van het bebouwen van buitendijks gelegen grond in de Hollandse IJssel. Voor het ophogen van het terrein met afval verleende de gemeente Gouderak vergunning aan een bouwbedrijf. Er verrees een nieuwe woonwijk, de Zellingwijk. Later, jaren nadat Bergman was vertrokken, werd duidelijk dat de afvalstortingen veel giftige stoffen hadden bevat. Uiteindelijk werd de woningen in de wijk - ruim 50 jaar na de eerste vuilstort - afgebroken en werd de vervuilde grond afgevoerd. Er werden nieuwe woningen gebouwd. In 2012 was de nieuwe wijk nagenoeg gereed.
Bergman trouwde op 21 mei 1926 te Gouderak met Aafje Cornelia Tom, dochter van de plaatselijke wethouder David Tom en Magcheltje Kok. Hij overleed in 1968 op 77-jarige leeftijd in zijn woonplaats Gouda.

## Artikel
"Gouderak" in de serie "Stad en platteland reiken hier elkaar de hand" - speciaal nummer ter gelegenheid van het 75-jarig bestaan van de Goudsche Courant (1862-1937)